# أجور بن ياقيه
أجور بن ياقيه كان حكيمًا وجامعًا لمجموعة من الأمثال الموجودة في سفر الأمثال 30، والذي يُعرف أحيانًا باسم كتاب أجور أو أقوال أجور. وبحسب الكتاب فهو شخصية عربية.

## الروايات الإنجيلية واليهودية
النص الأولي للفصل يسير على النحو التالي (ترجمة مجتمع النشر اليهودي)، ويحمل تشابهًا كبيرًا مع (Isaiah 40:12-14). هذه الترجمة ليست مقبولة عالميا على أنها صحيحة.
كلام أجور بن ياقيه، رجل ماسا (המשא)؛ كلام الرجل لإيثيل، لإيثيل وأوكال: "أنا وحشي، أقل من إنسان؛ أفتقر إلى العقل السليم. لم أتعلم الحكمة، ولا أملك معرفة القدوس. من صعد إلى السماء ونزل؟ من جمع الريح في كفه؟ من لفّ المياه في ثوبه؟ من ثبّت جميع أطراف الأرض؟ ما اسمه أو اسم ابنه، إن كنت تعرفه؟"— سفر الأمثال 30:1–4

## مكانته كنبي للمسيحية
فسّر العديد من المؤلفين المسيحيين سؤال أغور "ما اسمه أو اسم ابنه إن كنت تعرفه؟" في سفر الأمثال 30:4 على أنه إحدى الإشارات في العهد القديم إلى مجيء المسيح، ابن الله. وقد تم التعبير عن وجهة النظر هذه أيضًا في كتاب جون ويذرسبون "حول نقاء القلب".
ولكن راشي فسر هذه الآية والآية التي قبلها ( Prov. 30:3 ) في إشارة إلى موسى، أي حكمة التوراة التي عرفها موسى وفهمها، والتي لم يقم منذ ذلك الحين نبي مثل موسى.

## ملحوظات
1. ↑  وصلة مرجع: http://bible.ucg.org/bible-commentary/Proverbs/Confession-of-Agur/default.aspx.
2. ↑  The American Tract Society (c. 1800s)، The Great Prophecies and Allusions to Christ in the Old Testament، مؤرشف من الأصل في 2006-05-22، اطلع عليه بتاريخ 2008-07-18
3. ↑  Witherspoon، John؛ Rodgers، John (3 فبراير 1802). "The Works of the Rev. John Witherspoon...: To which is Prefixed an Account of the Author's Life, in a Sermon Occasioned by His Death". William W. Woodward, n.̊ 52, South second street. اطلع عليه بتاريخ 2023-02-03 – عبر Google Books.
4. ↑  Compare Deut. 34:10
5. ↑  Chabad.org، Proverbs Chapter 30 with Rashi Commentary، مؤرشف من الأصل في 2025-03-18، اطلع عليه بتاريخ 2013-03-19

## روابط خارجية
- مقالة في الموسوعة اليهودية عن AGUR ، بقلم ج. فريدريك مكوردي ولويس جينزبرج